# Referendum despre suveranitatea Tatarstanului din 1992
Referendum despre suveranitatea Tatarstanului — un referendum în problema suveranității republicii Tatarstan, care atunci încă era în componența Federației Ruse, în calitate de subiect. Referendum a fost efectuat pe 21 martie 1992. Rezultatul referendumului a fost proclamarea suveranității de stat a republicii.

## Povestea
La 6 august 1990 , șeful sovietului Suprem al RSFS Ruse, Boris Elțîn a făcut în Ufa o declarație: "vorbim Consiliului Suprem, guvernul Bashkiria: luați acea parte de putere, pe care o veți putea înghiți", care, în mass-media a devenit cunoscut ca "luați atâta suveranitate, cât de mult veți fi capabili să înghițiți". 30 august 1990, Consiliul Suprem al RASS Tătară a adoptat Declarația privind suveranitatea de stat a RASS Tătară. În declarație, spre deosebire de unele republicile aliate și aproape toate celelalte autonome ruse (cu excepția Cecen-Ingușetiei), nu a fost indicat clar poziționarea Tatarstanului. Nici în componența RSFS, nici în componența URSS. De asemenea, a fost declarat că Constituția și legile Tatarstanului dețin supremația pe întreg teritoriul acestei republici.
La 26 decembrie 1991, în legătură cu acordul cu privire la încetarea existenței URSS și cu privire la constituirea CSI-ului, a fost adoptată Declarația despre intrarea Tatarstanului în CSI-cu drepturile de fondator .
7 februarie 1992 RSS Tătară a fost redenumită în Republica Tatarstan, ceea ce nu corespundea constituției Federației Ruse până la 16 mai 1992. 
La 21 martie 1992 la avut loc un referendum cu privire la statutul Republicii Tatarstan. La întrebarea: "Sunteți de Acord că Republica Tatarstan este un stat suveran", subiect al dreptului internațional, care construiește relațiile sale cu Federația Rusă și alte republici?" au răspuns pozitiv 61.4% alegătorilor. Însă acest referendum n-a fost recunoscut de către autoritățile ruse și a fost declarat ca "act separatismului tătar"
Pe 22 mai a fost adoptată Hotărârea Consiliului Suprem cu privire la statutul Tatarstanului ca stat suveran.
Pe 30 noiembrie 1992, a fost introdusă o nouă Constituție a Republicii Tatarstan, în care se declara că acest stat este un stat suveran, independent și democratic.
Pe 19 aprilie 2001, curtea Constituțională a Federației Ruse a recunoscut regulamentul cu privire la suveranitatea Tatarstanului ca fiind necorespunzător Constituției Federației Ruse. Pe 19 aprilie 2002, Consiliul de stat al Tatarstanului a adoptat o nouă redacție a Constituției, versiunea căreia a fost corectată în conformitate cu Constituția Federației Ruse.